# Tritracheoniscus cerrutii
Tritracheoniscus cerrutii is een pissebed uit de familie Trachelipodidae. De wetenschappelijke naam van de soort is voor het eerst geldig gepubliceerd in 1958 door Albert Vandel.